# Castillo de San Lorenzo del Puntal
El castillo de San Lorenzo del Puntal, también conocido como Castillo de Puntales, era junto con el de San Luis y el de Matagorda, parte del complejo sistema defensivo instalado en la ciudad de Cádiz, en España, durante la Guerra de la Independencia, para controlar la entrada a la Bahía. Se encuentra en la plaza de San Lorenzo del Puntal en el barrio del mismo nombre, el Barrio de Puntales.

## Historia
Situado en una punta de tierra que estrecha el acceso al interior de la bahía gaditana, su origen se remonta al siglo XVI, y por tanto es considerado uno de los castillos más antiguos de los que se construyeron en Cádiz. Ya en 1554 Juan Bautista Calvi planteó la necesidad de proteger la zona de El Puntal, por ser la zona de más fácil acceso desde tierra firme. En 1588 se había levantado una pequeña fortaleza, formada por un torreón artillado con cinco cañones, que fue testigo mudo de uno de los episodios más terribles de la historia de la ciudad, el famoso Saco Inglés que tantas consecuencias tuvo en la historiografía gaditana. 
Corría el año 1596 cuando una poderosa flota anglo-holandesa compuesta por más de 150 naves y unos 15000 hombres, al frente de los cuales estaba el famoso Conde Essex, penetró en la bahía, conquistó la Cádiz y tomó este castillo. La ocupación duró sólo 15 días, pero las consecuencias se hicieron notar tanto en la ciudad que fue enteramente saqueada, como en la fortaleza que quedó enteramente destruida. En 1598, Felipe II decide reconstruir la ciudad y dotarla de unas defensas adecuadas, y ese mismo año se iniciaría la obra de la fortaleza de Puntales, bajo las órdenes del ingeniero Cristóbal de Rojas, también encargado de la construcción del Castillo de Santa Catalina. Las obras las continuó Alonso de Vandelvira. En la primera mitad del siglo XVIII se construye el frente de tierra bajo la dirección del Marqués de Verboon, y más adelante se proyectó la construcción de una batería que enfilaría hacia el canal. Pero esta no sería la única reforma que sufriría el castillo, pues los ataques sufridos durante la Guerra de la Independencia, obligaron a realizar una nueva reconstrucción en el año 1863, otorgándole el aspecto que se puede observar hoy en día.
En la actualidad es propiedad del Ministerio de Defensa, y se utiliza como dependencias de la Armada Española, estando su acceso totalmente restringido.

## Arquitectura
Su técnica constructiva es de tipo italiano. De planta ovalada, estaba compuesto por dos semibaluartes con flanco, fosos y cortinas, a los que se accedía por un puente levadizo que aislaba a la fortaleza. En su parte izquierda había una batería de barleta, de hasta 14 cañones y algunos morteros, que dirigida hacia la entrada de la bahía, y cruzando sus fuegos con el fuerte de Matagorda, situado al otro lado, servía como defensa al paso del arsenal de la Carraca y por ende a la entrada de la bahía. Mientras que en su interior se encontraban numerosas edificios o dependencias de obra sencilla, utilizados como repuesto de pólvora, almacenes, alojamientos, capilla, cuerpo de guardia talleres o cocinas. Ante el castillo se levanta, desde 1955 una de las torres de la Compañía Sevillana de Electricidad, gemela con la situada en Matagorda, al otro lado de la Bahía.

## Protección
Bajo la protección de la Declaración genérica del Decreto de 22 de abril de 1949 y la Ley 16/1985 sobre el Patrimonio Histórico Español. En el año 1993 la Junta de Andalucía otorgó reconocimiento especial a los castillos de la Comunidad Autónoma de Andalucía. Es Bien de Interés Cultural.